# Közgyűjtemény

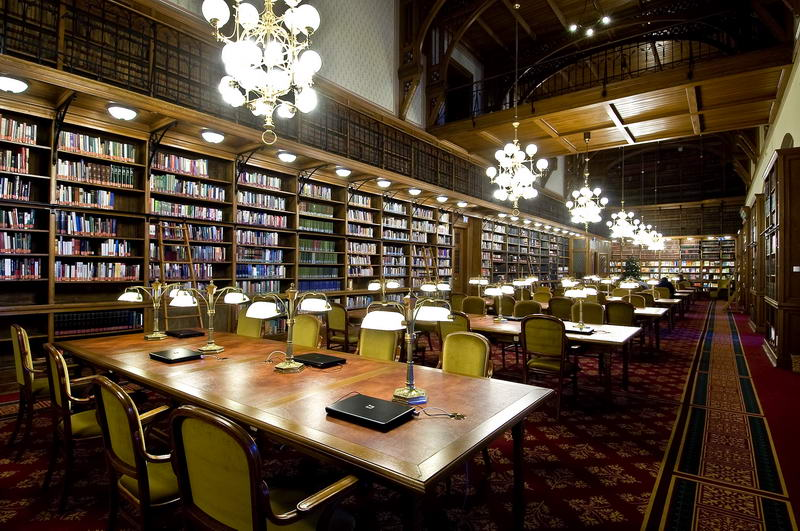
Az Országgyűlési Könyvtár nagy olvasóterme

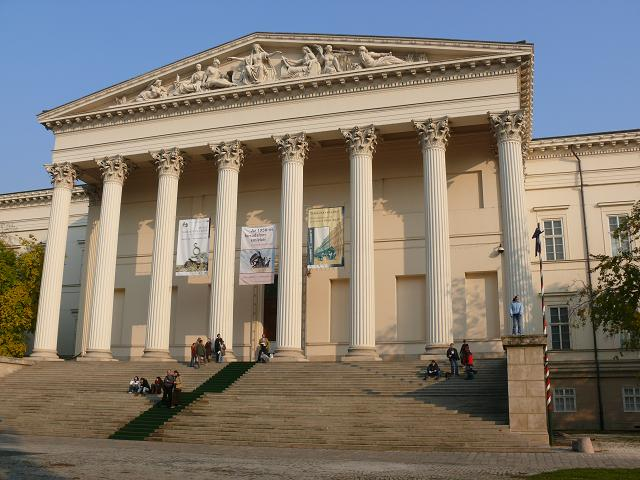
A Magyar Nemzeti Múzeum portikusza

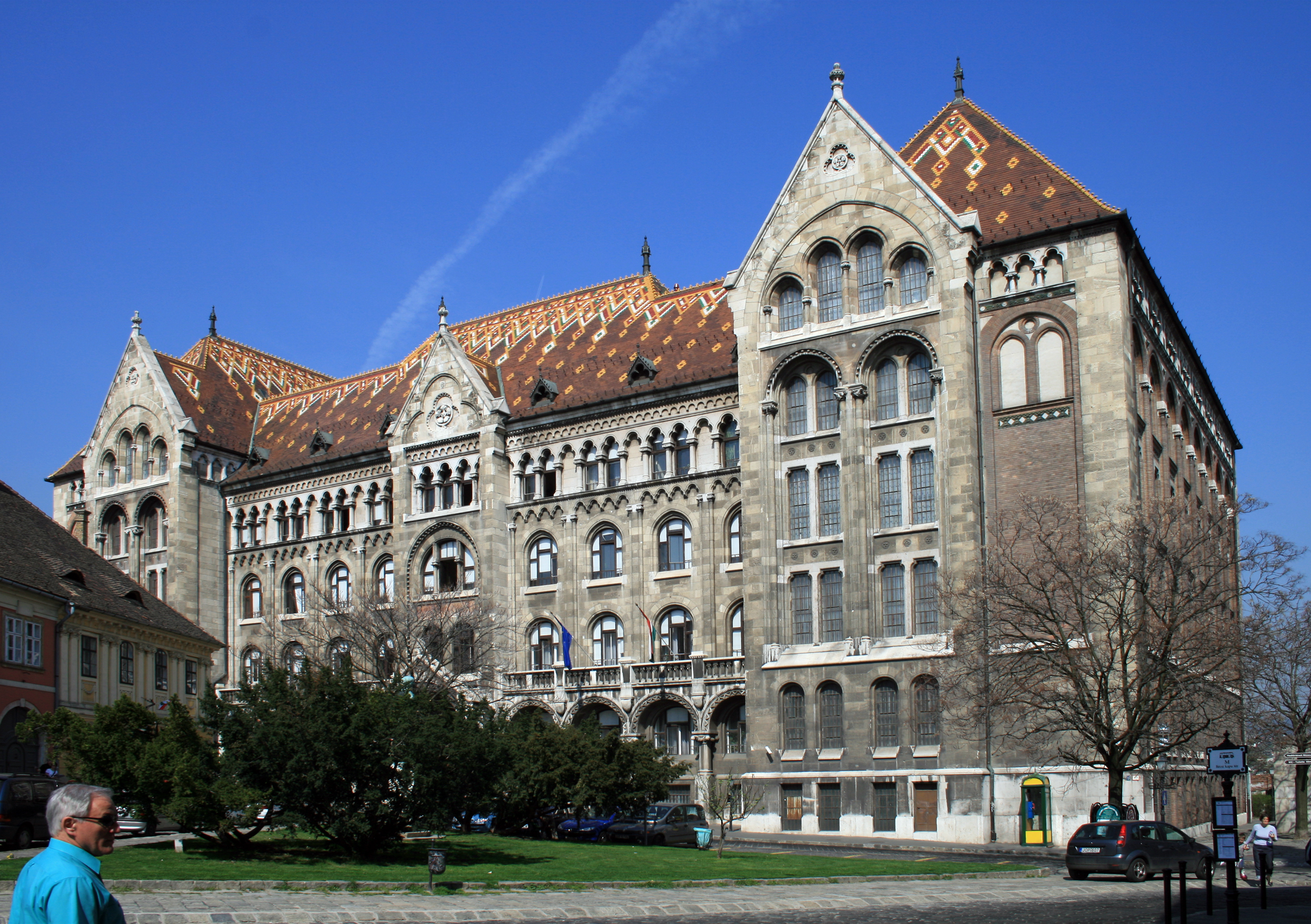
A Magyar Nemzeti Levéltár Bécsi kapu téren lévő épülete

A közgyűjtemény gyűjtőfogalom, amely Magyarországon a következő típusú közművelődési intézményeket foglalja magába:
- az állam, a helyi önkormányzat, valamint a nemzetiségi önkormányzat, a köztestület és a közalapítvány tulajdonában (fenntartásában) működő, vagy általuk alapított
- könyvtár,
- levéltár,
- múzeum,
- kép-, illetve hangarchívumok.[1]

## Egyéb gyűjtemények
Egyházi kérelemre a közgyűjteményekkel azonos elbírálás alá kerülhetnek az egyházi fenntartásban működő, állami nyilvántartásba vett ilyen jellegű gyűjtemények (könyvtár, 
levéltár, muzeális intézmény, kép-, illetve hangarchívumok is.
Értelemszerűen nem minősül közgyűjteménynek a magángyűjtemény.

## Tulajdonjogi kérdések
Az 1997. évi CXL. törvénynek a  2013. évi CXCV. törvény 2. § (1) bekezdésével beiktatott módosítása szerint:

„4/A. § Az állami vagy helyi önkormányzati fenntartású közgyűjteményben őrzött olyan kulturális javakat amelyek állami tulajdonjogának fennállása minden kétséget kizáró módon nem igazolható, az e törvény felhatalmazása alapján kiadott kormányrendeletben meghatározott eljárás eredményeként térítésmentesen ki kell adni annak a személynek, aki az adott, kulturális javak körébe tartozó tárgyra vonatkozó tulajdonjogát megfelelően valószínűsíti.”

## Az európai uniós jogban
Az európai uniós jogban közgyűjteménynek számít az a gyűjtemény, amely egy tagállam, annak helyi vagy regionális hatósága, illetve olyan intézmény tulajdonát képezi, amely a tagállam területén található és a tagállam jogszabálya szerint közintézménynek minősül, továbbá a  tagállam illetve egy helyi vagy regionális hatóság tulajdona, vagy finanszírozása jelentős mértékben azok biztosítják.